# 京セラサーキットソリューションズ
京セラサーキットソリューションズ株式会社（きょうセラサーキットソリューションズ、KYOCERA Circuit Solutions, Inc.）は、かつて存在した半導体用有機パッケージ基板及び高密度配線基板事業を行っていた企業。2014年9月までの商号は、京セラSLCテクノロジー株式会社。
同社の前身は日本アイ・ビー・エム 野洲事業所である。同所で開発、製造されたビルドアップ基板工法であるSLC(Surface Laminar Circuit)とその関連技術が移管されたものである。
2014年10月1日に京セラサーキットソリューションズ株式会社（初代、旧・株式会社トッパンNECサーキットソリューションズ）を吸収合併し、京セラサーキットソリューションズ株式会社（2代）に商号変更した。
2016年4月1日に京セラ株式会社に吸収合併され、解散した。

## 概要
- 所在 ： 京都府京都市伏見区鳥羽殿町6
- 設立 ： 2003年8月12日
- 資本金 ： 40億円
- 代表取締役会長 ： 久芳徹夫
- 代表取締役社長 ： 灘和之